# Lu Zhengcao
Lü Zhengcao (chinois : 吕正操, né le 4 janvier 1904, décédé le 13 octobre 2009, est un officier militaire chinois de la minorité mandchoue. Il était l'un des Shang Jiang (上将, général de corps d'armée ou amiral de la marine), originels de l'Armée populaire de libération.

## Biographie
Né sous le nom de Lu Zhengyan dans la province mandchoue du Liaoning le 4 janvier 1905, au milieu de la guerre russo-japonaise (février 1904 - septembre 1905), Lu Zhengcao, en tant que Mandchou à du fuir, lors de l'invasion japonaise de 1931 à 1932, pendant la guerre. Lors de cette invasion, son père est tué par les japonais. Cela le poussa à rejoindre les rangs communistes chinois dans l'union entre le Kuomintang nationaliste et l'armée communiste contre les envahisseurs.
Les qui avaient incendié la maison de leurs parents alors qu'ils combattaient les Russes pour le contrôle de Chine du nord. Pour le sauver, sa mère l'a caché dehors dans une pile de bois de chauffage. Ses deux parents étaient des paysans, et Lu Zhengcao a suivi seulement quatre années d'école primaire avant de devoir retourner à la ferme familiale.
Il devint plus tard un apprenti dans un petit magasin de soie. Après la conquête japonaise de la Mandchourie, il regarda l'occupation de sa ville natale avec une horreur croissante, décidant finalement de devenir un soldat et de changer son nom pour Zhengcao, qui avait une consonance plus militaire. Il rejoint la Brigade des Gardes de l'Armée Nord-Est, et a été rapidement distingué par le Jeune Maréchal Zhang Zuolin, qui était né dans le même comté. Ses manières et ses qualités rédactionnelles lui valent une recommandation d'étudier à l'école de l'armée du Nord-Est. Après l'obtention de son diplôme, il est devenu l'assistant de Zhang Zuolin.
Il était responsable de l'administration lorsque la mutinerie contre Chiang Kai-shek s'est terminée.
Pendant les négociations[Lesquelles ?], Lu Zhengcao s'est rapproché de Zhou Enlai, qui est devenu le premier premier ministre de la République populaire de Chine.
Au début de l'année suivante, Lu Zhengcaore joignit secrètement le parti communiste chinois alors qu'il commandait toujours un régiment de l'armée nationaliste.
Au cours de la Guerre sino-japonaise (1937-1945), il se montre comme un commandant très efficace. Ses troupes ont protégé les soldats chinois qui battaient en retraite alors que les Japonais avançaient dans la province du Hebei. lors d'un accrochage, le bataillon principal s'est retrouvé en infériorité numérique et a été encerclé près de Shijiazhuang. Lu Zhengcao a reçu l'ordre de se retirer, mais il a plutôt lancé une opération de sauvetage ambitieuse avec seulement quelques centaines d'hommes. Ils ont réussi à percer les lignes japonaises, bien que le bataillon ait subi de lourdes pertes. Plus de 100 000 hommes ont rejoint ses forces pour faire exploser les chemins de fer japonais, les ponts et les lignes de communication. Mao Zedong a fait l'éloge de l'armée de Lu Zhengcao en tant que « modèle de guerre de guérilla et de lutte des gens ordinaires ». Alors qu'il était encore à Jinzhong, Lu a épousé Liu Sha le 1er janvier 1942.
Après la fin de la guerre, en octobre 1945, Mao Zedong nomma Lu Zhengcao commandant adjoint des forces du Nord-Est. L'année suivante, il devint directeur du Northeastern Railway Bureau, assurant les lignes de transport alors que la guerre civile se poursuivait. Il est devenu l'un des 57 premiers généraux de la Chine communiste en 1955 en reconnaissance de son travail. Dix ans plus tard a été promu ministre des chemins de fer.
La Révolution culturelle, cependant, a conduit à des accusations de sympathies anti-révolutionnaires, et il a passé sept ans dans un laogai avant que Mao Zedong n'intervienne pour obtenir sa réhabilitation.